# Pussy Galore
A Pussy Galore amerikai, rövid életű punk blues/garázsrock/noise rock/garázs punk zenekar volt. 1985-ben alakultak Washingtonban, és 1990-ben oszlottak fel. Nevüket a James Bond egyik szereplőjéről kapták. Zenéjükre a The Rolling Stones és az Einstürzende Neubauten hatott. A zenekar énekese Jon Spencer volt, aki később új zenekart alapított Jon Spencer Blues Explosion néven. A Pussy Galore feloszlása után Jon új együttest alapított Boss Hog néven, Neil Hagerty is folytatta karrierjét barátnőjével, Jennifer Herremával együtt a Royal Trux nevű blues-rock duóban.

## Diszkográfia
Kazetták
- Exile on Main St (1986)

Albumok
- Right Now! (1987)
- Dial M for Motherfucker (1989)
- Historia de la Musica Rock (1990)

EP-k
- Feel Good About Your Body (1985)
- Groovy Hate Fuck (1986)
- Pussy Gold 5000 (1986)
- Sugarshit Sharp (1988)

Válogatáslemezek, koncert albumok
- 1 Yr Live CS (1986)
- Groovy Hate Fuck (Feel Good About Your Body) (1987)
- Corpse Love: The First Year (1992)
- Live: In the Red (1998)

Koncert videók
- Maximum Penetration (VHS, 1987)